# Glenea bimaculatithorax
Glenea bimaculatithorax là một loài bọ cánh cứng trong họ Cerambycidae.